# Baliochila aslauga
Baliochila aslauga là một loài bướm ngày thuộc họ Bướm xanh. Nó được tìm thấy ở Nam Phi, ở các khu rừng ven sông và ven biển của KwaZulu-Natal, vào sâu trong đất liền dọc theo các núi Lebombo vào Swaziland, Mpumalanga và phía bắc đến Mozambique, [[Zimbabwe và thác Victoria.
Sải cánh dài 23.5–29 mm đối với con đực và 25–31 mm đối với con cái. Con trưởng thành bay từ tháng 10 đến tháng 3. Có một lứa một năm.
Ấu trùng ăn loài Cyanobacteria.